# Proděkan
Proděkan je funkce označující zástupce děkana, používána je na vysokých školách. Proděkany jmenuje a odvolává děkan fakulty pro určité přesně stanovené oblasti a jsou mu zpravidla přímo podřízeni a odpovědni. Proděkani ve vymezených oblastech zastupují děkana, jednají jeho jménem. Často například existuje proděkan pro studijní záležitosti (zodpovědný za vše, co se týká studia), pro zahraniční styky (zodpovědný za veškerý styk se zahraničím), pro vědu a výzkum (zodpovědný za přípravu výzkumných záměrů, získávání grantů apod.) a další.
Při akademických obřadech přísluší proděkanovi slavnostní oslovení honorabilis (ctihodný), v případech, kdy při obřadu zastupuje děkana pak spectabilis.